# Oncidium nigratum
Oncidium nigratum är en orkidéart som beskrevs av John Lindley och Joseph Paxton. Oncidium nigratum ingår i släktet Oncidium och familjen orkidéer. Inga underarter finns listade i Catalogue of Life.